# آدم كينيدي (لاعب كرة قدم أمريكية)
آدم كينيدي (بالإنجليزية: Adam Kennedy)‏ هو لاعب كرة قدم أمريكية أمريكي، ولد في 11 مايو 1991 في إلك غروفي في الولايات المتحدة.